# Lia do Rio
Lia do Rio Cardoso Costa (São Paulo, 7 de maio de 1938) é uma artista plástica brasileira.

## Biografia
Paulistana de nascimento,  mudou-se para o Rio de Janeiro aos dez anos de idade. Em 1958 inscreveu-se na cadeira de Pintura da Escola Nacional de Belas Artes, da UFRJ, onde se formou em 1963.
Em 1982, ingressou na Escola de Artes Visuais do Parque Lage onde permaneceu até 1985. Suas pinturas, porém, adquiriram tridimensionalidade e passaram a se assemelhar com janelas, que logo foram assumidas como material principal de suas obras. Enquanto recolhia janelas jogadas na rua, sentiu-se atraída pela riqueza e potencial de outros materiais descartados, passando a trabalhar no próprio espaço em que eram encontrados, organizando-os em formas ditadas pelo local, o que fez a escala aumentar consideravelmente. Ao ser convidada para exposições reciclava estas formas para dentro da galeria.
Em 1988 retornou à EAV do Parque Lage, agora no núcleo de escultura. Passou, então, a intervir diretamente na paisagem usando o manancial de folhas secas à disposição. No entanto, ao usá-las, não aponta para o material em si e sim para as questões nele contidas, tais como transformação, vida e memória. Aos poucos, emergiu da obra a atemporalidade. Aparecem, então, os trabalhos em que procura capturar o tempo.

## Trabalho
Paralelamente às exposições individuais e coletivas, no Brasil e exterior, exerce outras atividades ligadas à arte:
- A partir de 1994, tornou-se professora de escultura da Escola de Artes Visuais do Parque Lage e do Centro de Arte Calouste Gulbenkian. Em 1997 participou da criação do projeto extra-oficina Momentos e do ciclo de palestras A Construção da Imagem, na EAV.
- De 1999 a 2000, ajudou a criar a galeria de arte contemporânea da UNIRIO, coordenando as exposições, nas quais o expositor relacionava seu trabalho a uma área da universidade. Promoveu, também, os Encontros Com o Artista, no Salão da Reitoria.
- Em 1995 concebeu, juntamente com a artista Monica Mansur, o projeto Dialeto, que resultou no livro de artistas Dialeto (1995/96) e no livro Dialeto volume II (1996/2001), apresentados, respectivamente, no Paço Imperial e no Centro de Arte Hélio Oiticica.
- Em 2002 é convidada pela artista Solange Oliveira a dar aulas na Universidade Estácio de Sá, da Barra. Nesse ano co-participa da criação de dois projetos itinerantes: Em Matéria de Natureza (Rio/Paris/Berlin) e Acessoremoto (Rio/Linz: Áustria), dos quais toma parte como artista e palestrante.
- Em 2003 transfere-se, com sua turma da EAV, para o Atelier Rio Comprido, onde passa a participar, juntamente com os artistas Valéria Rodrigues, Mônica Mansur e Pedro Paulo Domingues, do grupo APARTE/Interações. Juntos fazem do local um centro de arte, com cursos especiais e galeria de arte.
- Em 2004 é convidada a dar uma oficina no Instituto de Arte, na UERJ assim como na Galeria Lana Botelho. Em agosto desse ano ministra, pelo Projeto REDE Nacional/FUNARTE, Artes Visuais, uma oficina de arte em Campo Grande, Mato Grosso do Sul. Passa a se interessar, também, pela questão do olhar, do olhar do artista, do artista espectador, de seu tempo de olhar.
- Em 2005 conclui a Pós Graduação em Arte e Filosofia, com a monografia Virtualidade e Ato de Criação e em 2007 a Pós Graduação em Filosofia Antiga, com a monografia O Tempo em Aristóteles, ambas pela PUC-Rio. Ainda em 2005, ministra a oficina O Processo Artístico, no projeto Arte no Ventilador, no Museu Imperial de Petrópolis, RJ. Desde 2006 é curadora do Projeto Borgeanas, da Rede Sirius de Bibliotecas, na UERJ. Em 2007 produz, juntamente com a artista Monica Mansur, o livro Poliálogo, concebido em 1997, resultado de troca de ideias sobre arte entre as duas artistas. Em 2003 participa da concepção do Projeto Lócus, do qual é curadora e orientadora, projeto esse que se constitui em intervenções em locais específicos, de modo a experienciar diferentes espaços e linguagens. Em 2008 volta a dar aulas na Escola de Artes Visuais do Parque Lage e inicia o curso A Poética do Espaço, no museu do Ingá em Niterói. Neste mesmo ano é convidada a ser membro do júri do Primeiro Salão de Petrópolis.

## A Obra
Lia do Rio utiliza-se de uma linguagem limite entre a instalação, a intervenção e a apropriação, em uma indagação sobre a natureza do tempo, questão essa que percebeu estar contida em toda a sua trajetória. A diversidade de materiais e linguagens utilizados está relacionada a estes questionamentos. Quanto ao espaço a ser utilizado, este lhe dita o que nele vai ser inserido.